# Departamento de San Martín (kommun i Argentina, Mendoza)
Departamento de San Martín är en kommun i Argentina.   Den ligger i provinsen Mendoza, i den centrala delen av landet, 900 km väster om huvudstaden Buenos Aires. Antalet invånare är 108 448. Arean är 1,5 kvadratkilometer.
Terrängen i Departamento de San Martín är mycket platt.
Omgivningarna runt Departamento de San Martín är i huvudsak ett öppet busklandskap. Runt Departamento de San Martín är det ganska tätbefolkat, med 78 invånare per kvadratkilometer.